# Cartulari de Redon

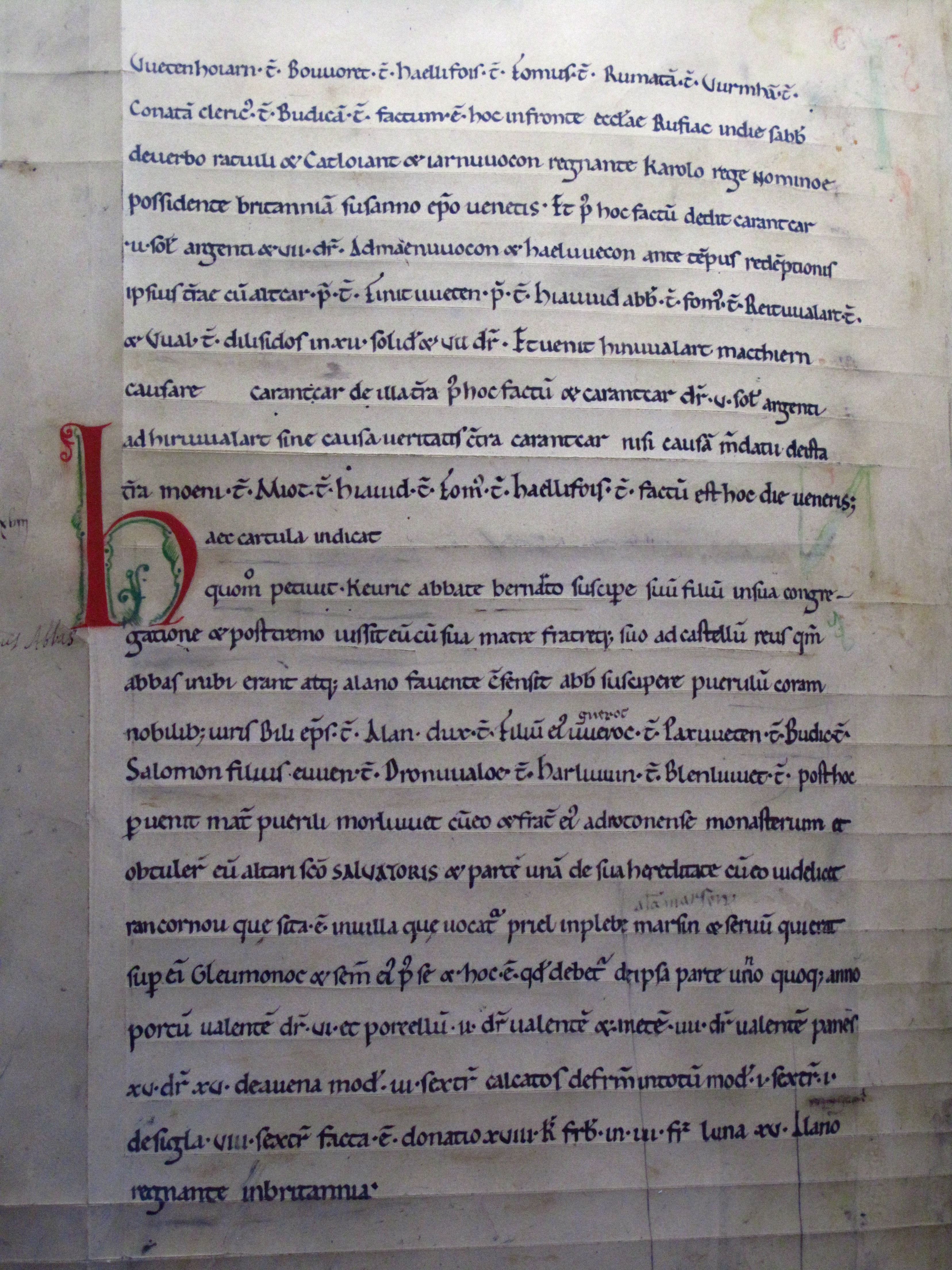
Pàgina del Cartulari (carta 378 del 15 de gener de 895 que menciona Keuric, senyor de Marzan)

El cartulari de l'abadia de Redon és un recull de diplomes de finals del segle viii a mitjan segle xii.
Inclou còpies de títols de propietat de terres de l'abadia de Saint-Sauveur, establiment monàstic fundat a Redon (actuel departement de l'Ille-et-Vilaine) el 832 per Konuuoion sota la protecció del rei bretó Nominoe. Es va començar a recopilar al segle xi sota l'abat Aumod (1062-†1083). Dos dels copistes esmenten el seu nom: Judicaël i Gwegon.
El cartulari reuneix 391 diplomes o actes en llatí, sobre 147 pergamins de 375 mm d'alt i 275 mmm de llarg. Es conserva als Arxius històrics de la diòcesi de Rennes.